# الاجراد (بني سعد)

تعديل مصدري - تعديل

الاجراد هي إحدى قرى عزلة قيهمة بمديرية بني سعد التابعة لمحافظة المحويت، بلغ تعداد سكانها 231 نسمة حسب تعداد اليمن لعام 2004.